# Mirovia
Mirovia (Mirovie; z ruského slova мировой, mirovoj, tedy "celosvětový") je název hypotetického globálního praoceánu, který v době neoproterozoika (asi před 1000 až 750 miliony let) obklopoval tehdejší předpokládaný superkontinent Rodinie. Mirovie může představovat jakýsi prekurzor ke vzniku dalšího superoceánu zvaného Panafrický. Podle geologických dokladů došlo v období kryogénu k celosvětovému zalednění a Mirovie tak mohla být globálním ledovým oceánem (teorie sněhové koule).